# Sukalaksana (Samarang)
Sukalaksana is een bestuurslaag in het regentschap Garut van de provincie West-Java, Indonesië. Sukalaksana telt 4096 inwoners (volkstelling 2010).